# شيرمان بلوك
شيرمان بلوك (بالإنجليزية: Sherman Block)‏ هو سياسي أمريكي، ولد في 19 يوليو 1924 في شيكاغو في الولايات المتحدة، وتوفي في 28 أكتوبر 1998 في لوس أنجلوس في الولايات المتحدة.